# Enicospilus rundiensis
Enicospilus rundiensis là một loài tò vò trong họ Ichneumonidae.